# Rezerwat przyrody Bór Chrobotkowy
Rezerwat przyrody Bór Chrobotkowy – florystyczny rezerwat przyrody w gminie Brusy (powiat chojnicki, województwo pomorskie). Jest położony w Borach Tucholskich. Został utworzony zarządzeniem Ministra Ochrony Środowiska, Zasobów Naturalnych i Leśnictwa z dnia 31 grudnia 1993 na powierzchni 41,50 ha. Celem ochrony jest zachowanie klasycznie wykształconego boru chrobotkowego z rzadką i unikalną florą porostów.
W skład rezerwatu wchodzą pododdziały leśne 327a, b, c, d, ~a, ~b, 328a, ~a, ~b, ~c na terenie leśnictwa Lubnia (Nadleśnictwo Przymuszewo).
W wyniku monitoringu siedlisk przyrodniczych z 2006 roku stwierdzono, że jest to jedno z najlepiej zachowanych w Polsce stanowisk śródlądowego boru sosnowego suchego, czyli boru chrobotkowego. Występuje tu bór tego typu w odmianie subatlantyckiej. Płaty muraw chrobotkowych są w znacznej mierze jednolite, a przerwy między nimi zajęte przez rośliny runa (mchy – rzęsiak pospolity (Ptilidium ciliare), widłoząb zdrożny (Dicranum spurium), borówki – czernica i brusznica, wrzos zwyczajny i śmiałka pogiętego) nie przekraczają 1/10 powierzchni. W rzadkim podszycie znajdują się odnowienia sosny, brzozy i jałowiec.
Lichenobiota rezerwatu liczy ok. 70 gatunków, w tym ponad 40 gatunków porostów naziemnych. Oprócz stosunkowo pospolitego chrobotka reniferowego (Cladonia rangiferina) czy płucnicy islandzkiej (Cetraria islandica) występują gatunki bardzo rzadkie w skali kraju i zagrożone, jak: grzybinka cielista (Baeomyces carneus), oskrzelka niwalna (Flavocetraria nivalis) i chrobotek alpejski (Cladonia stellaris). Dwa ostatnie gatunki są typowe dla wysokich gór (rezerwat jest jednym z dwóch niżowych polskich stanowisk oskrzelki niwalnej). Poza tym jest tu najbogatsza w Polsce populacja chróścika tasiemcowatego (fińskiego) (Stereocaulon taeniarum), również bardzo rzadkiego. Wśród innych zagrożonych lub ginących gatunków są: włostka brązowa (Bryoria fuscescens), płucnica zielonawa (Cetraria chlorophylla), płucnica płotowa (Cetraria sepincola), złotlinka jaskrawa (C. pinastri), mąkla tarniowa (Evernia prunastri), popielak pylasty (Imshaugia aleurites), płaskotka rozlana (Parmeliopsis ambigua), płucnik modry (Platismatia glauca), mąklik otrębiasty (Pseudevernia furfuracea), chrobotek gronkowaty (Cladonia botrytes), chróścik pasterski (Stereocaulon paschale) i brodaczka kępkowa (Usnea hirta).
Na mocy obowiązującego planu ochrony ustanowionego w 2011 roku, obszar rezerwatu objęty jest ochroną czynną.
Obszar rezerwatu objęto w roku 2004 ochroną w ramach sieci Natura 2000 jako OZW PLH220004 „Bór Chrobotkowy”, który w 2009 roku (wraz z OZW „Lubnia”) został wchłonięty przez obszar PLH220077 „Młosino-Lubnia”. Ponadto rezerwat leży na terenie Północnego Obszaru Chronionego Krajobrazu – część zachodnia i ptasiego obszaru Natura 2000 „Bory Tucholskie” PLB220009. Stanowi też część strefy rdzennej Rezerwatu Biosfery Bory Tucholskie.